# 共和國宮 (柏林)

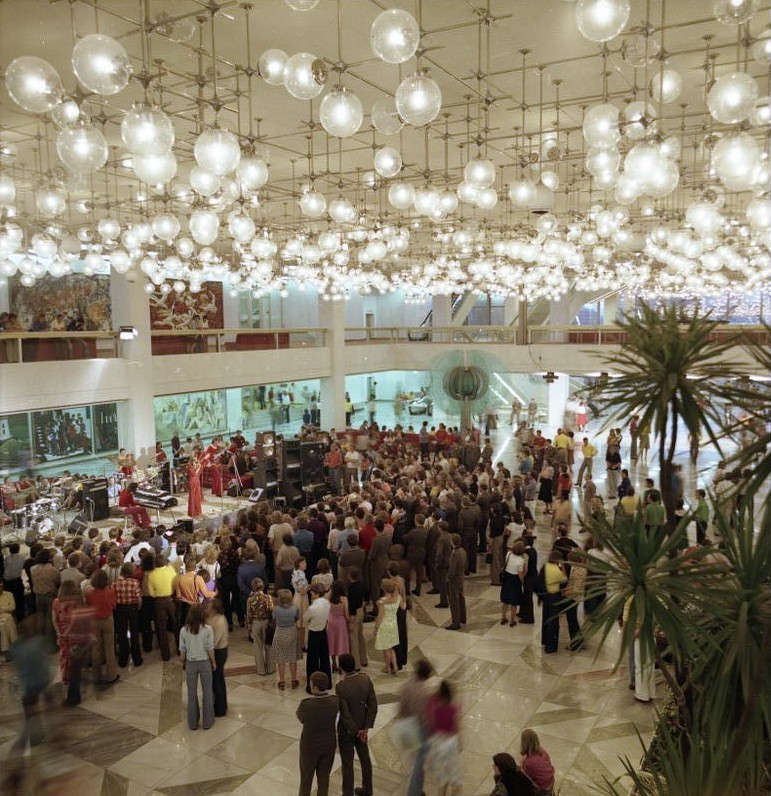
宮內大廳有千盞燈泡（攝於1976年）

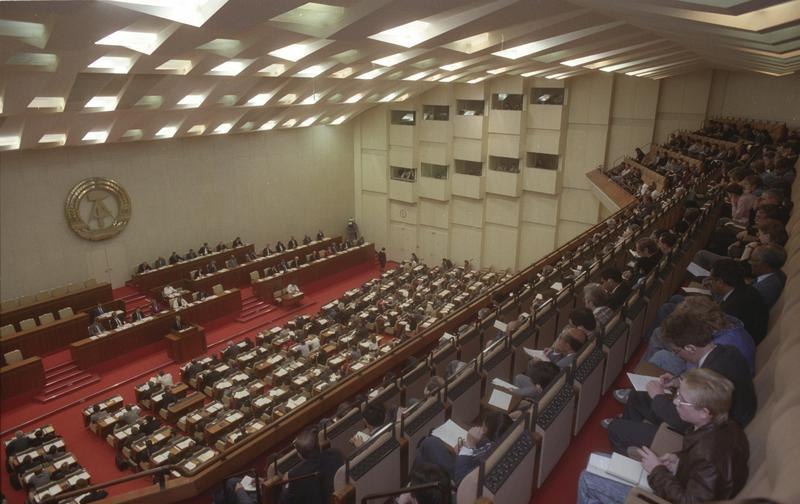
1990年在大會堂舉行的德國社會主義統一黨黨代表大會

共和國宮（德語：Palast der Republik）是德國首都柏林一座已拆除的建築，座落於施普雷河河畔宫廷广场與露斯特花園（Lustgarten）（兩者於1951年至1994年構成馬克思-恩格斯廣場）中間。它曾為東德人民議會所在地，但也有兩座大禮堂、美術館、餐廳、電影院，與保齡球館。

## 歷史

### 興建
共和國宮在1973年至1976年期間以當時東德流行的風格設計建造，建築物最為矚目的特色是特大面積的黃褐色反射玻璃幕牆，盛大的開幕典禮在1976年4月23日舉行，並於4月25日對外開放。共和國宮的原址為始建於普魯士時期的柏林宮，它在第二次世界大戰期間遭到破壞，並在戰後的1950年被東德當局以「代表普魯士式的帝國主義」為理由而拆卸。
自落成以來，共和國宮有時也被東德民眾暱稱為「共和國艙」(德語：Ballast der Republik)、「埃里希的燈泡店」（德語：Erichs Lampenladen，源自時任德國統一社會黨總書記埃里希·昂纳克以及共和國宮大廳內懸吊多達1001盞的燈泡）或「普魯索宮殿」（德語：Palazzo Prozzo，Prozz為德語的「炫耀」）。

### 石棉污染
1990年10月德國統一前夕，共和國宮被發現有石棉污染，因而在1990年9月人民議會通過法令封閉共和國宮。2003年，所有的石棉與內外裝潢都已清除完畢，並允許安全拆除。

### 拆除

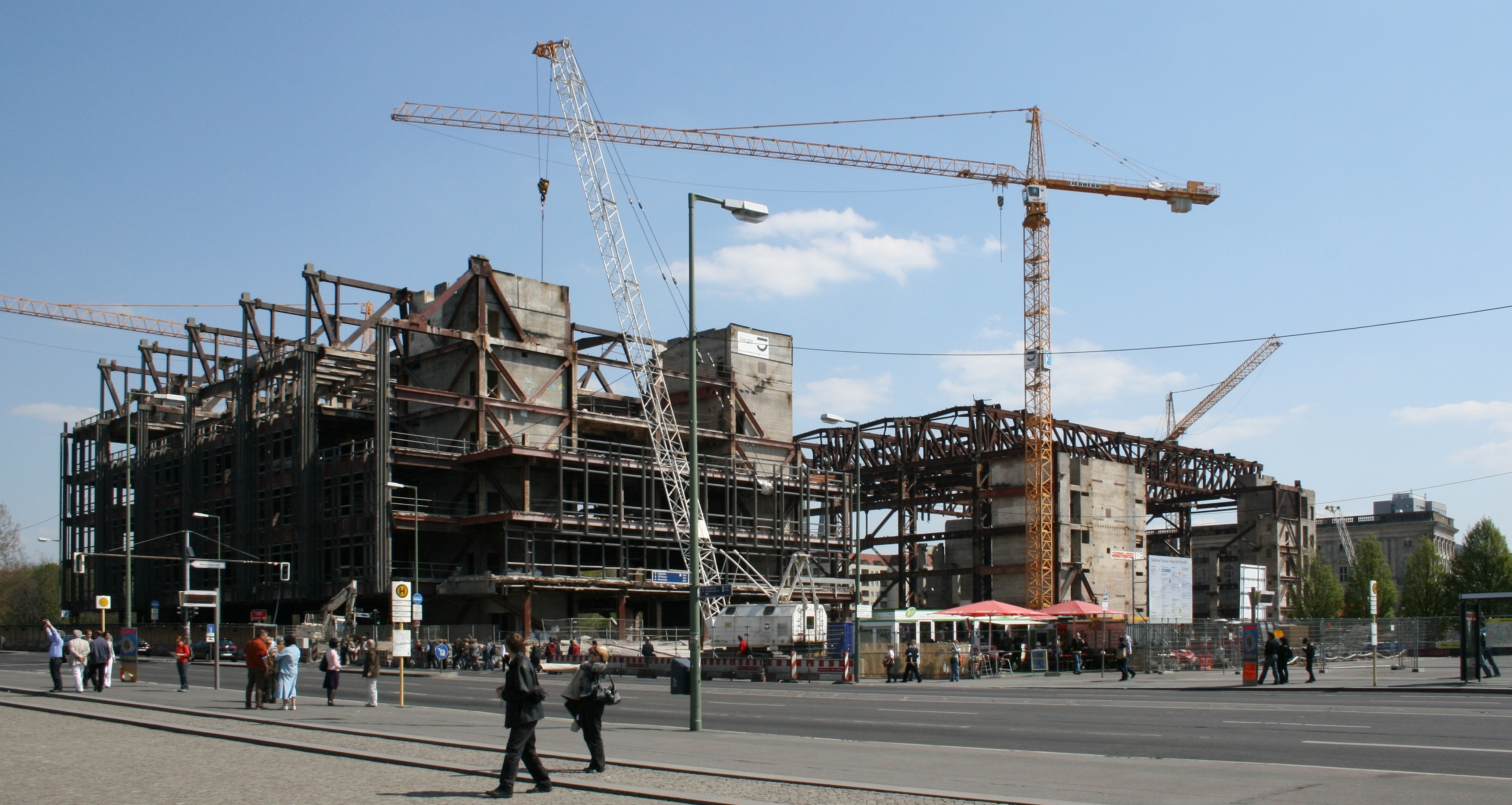
正在拆除的共和國宮（2008年4月）

儘管多数前东德人反對，2003年11月德國聯邦議會仍然決議拆除共和國宮，並將原址改為公園直到重建柏林宮的資金有所著落。2006年2月6日拆除工作正式開始，按計劃整個拆卸過程最少需時15個月並花費1,200萬歐元。共和國宮的拆卸比修繕其他德國舊建築所耗用的時間更長，由於更多各式各樣的殘餘石棉在拆除過程中被發現，基於安全起見，所有被發現的殘餘石棉都必須一一徹底清除乾淨，這導致拆卸工程嚴重滯後，最後延至2008年底才完成。
大約35,000噸曾用來建造共和國宮的鋼材則被出售至阿拉伯聯合大公國，作為目前世界第一高樓哈里發塔的部分建築材料。
共和国宫拆除后，柏林宫得以在其原址重建。

## 宮內舉辦的著名活動
在共和國宮舉辦的比较有名的活动包括德國統一社會黨历届代表大会，以及1989年10月的東德40週年國慶，當時的蘇共中央總書記米哈伊爾·戈爾巴喬夫也參與其中。1983年2月，西德搖滾歌手林悟道曾在《前往潘科的特别列车》讽刺东德当局拒绝他前往东德共和国宫演出。1983年10月，林悟道被最终允許於共和國宮参加“摇滚为和平”音乐会，但他并未演唱这首歌曲。迪納摩體育協會的集会也曾常於共和國宮舉行。
無裝潢的共和國宮曾於2003年中開放參觀，在拆除進行前也有不少團體進入舉辦暫時的文化活動。2004年初起，共和國宮舉辦不少活動，如秦始皇陵兵馬俑展覽，著名的柏林樂團Einstürzende Neubauten也曾於共和國宮舉辦特別演唱會。

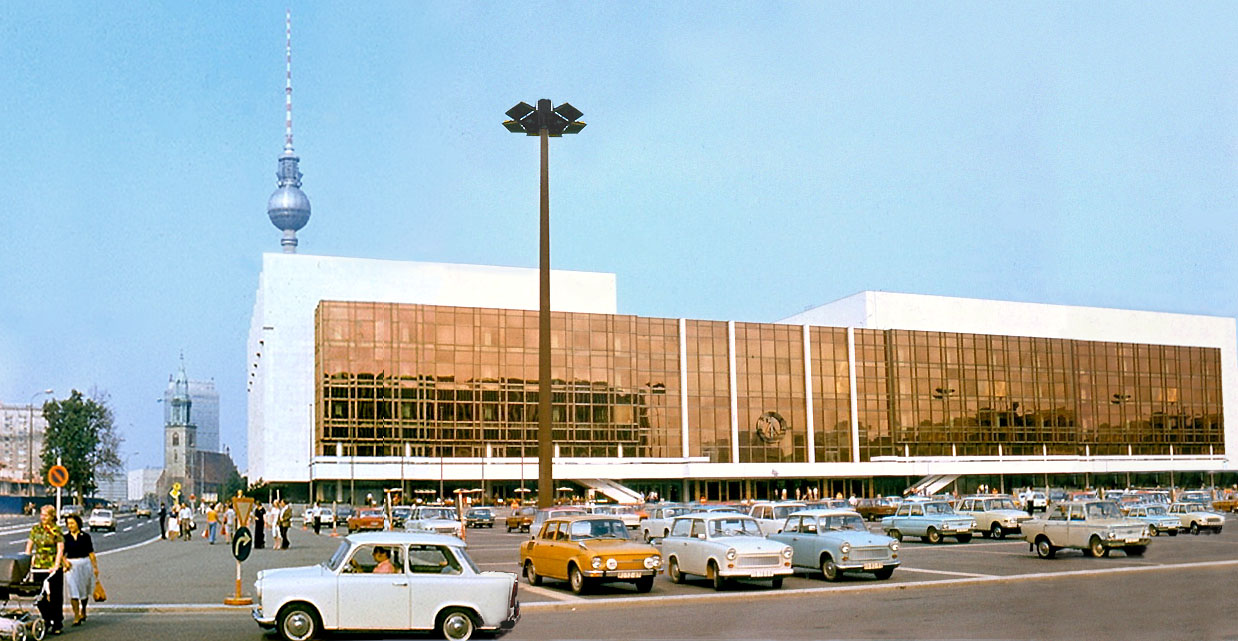
1977年的共和國宮，柏林電視塔在其後方
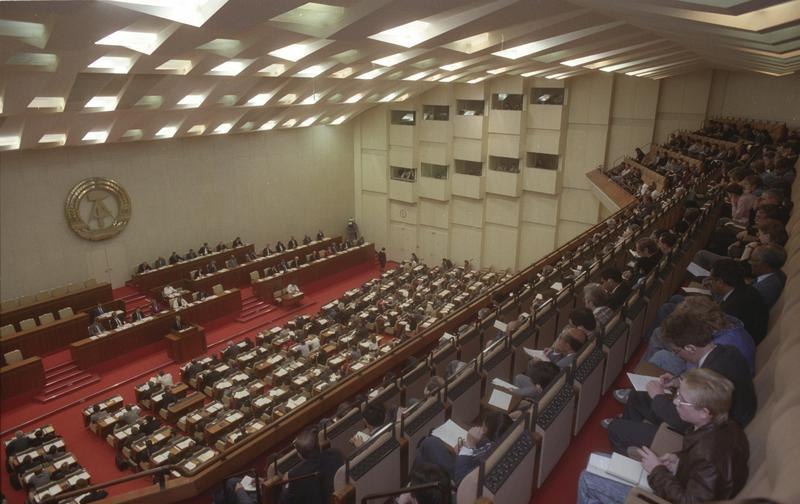
議會內貌
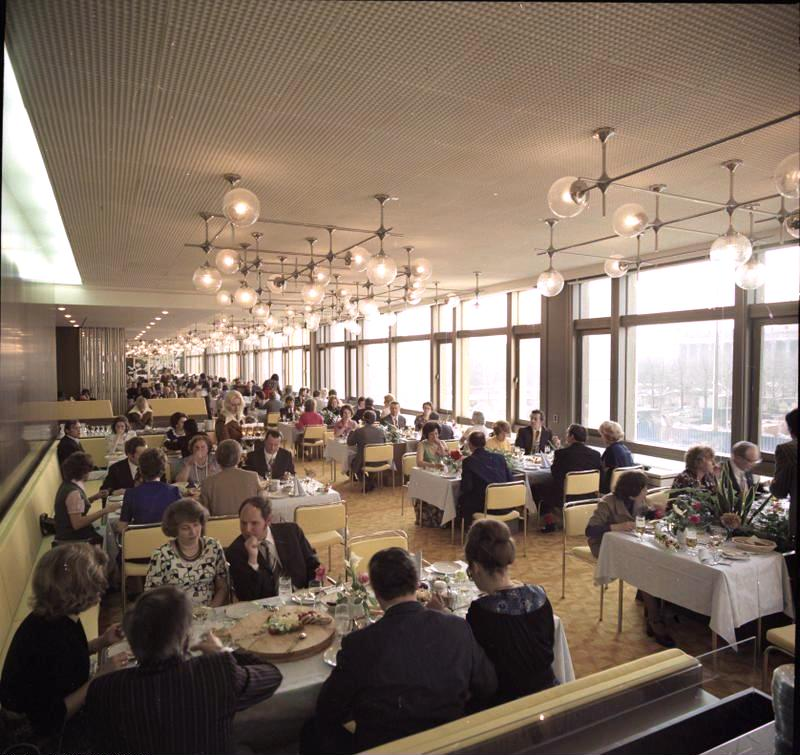
共和國宮內的餐廳
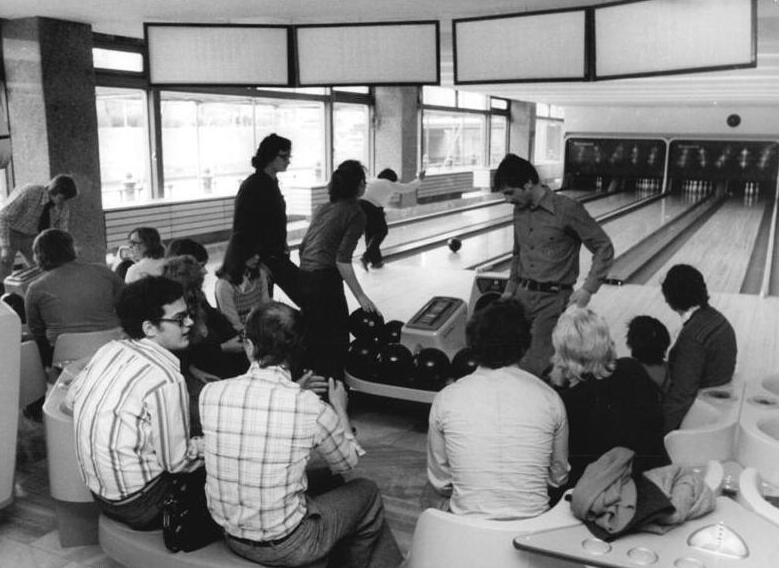
保齡球場
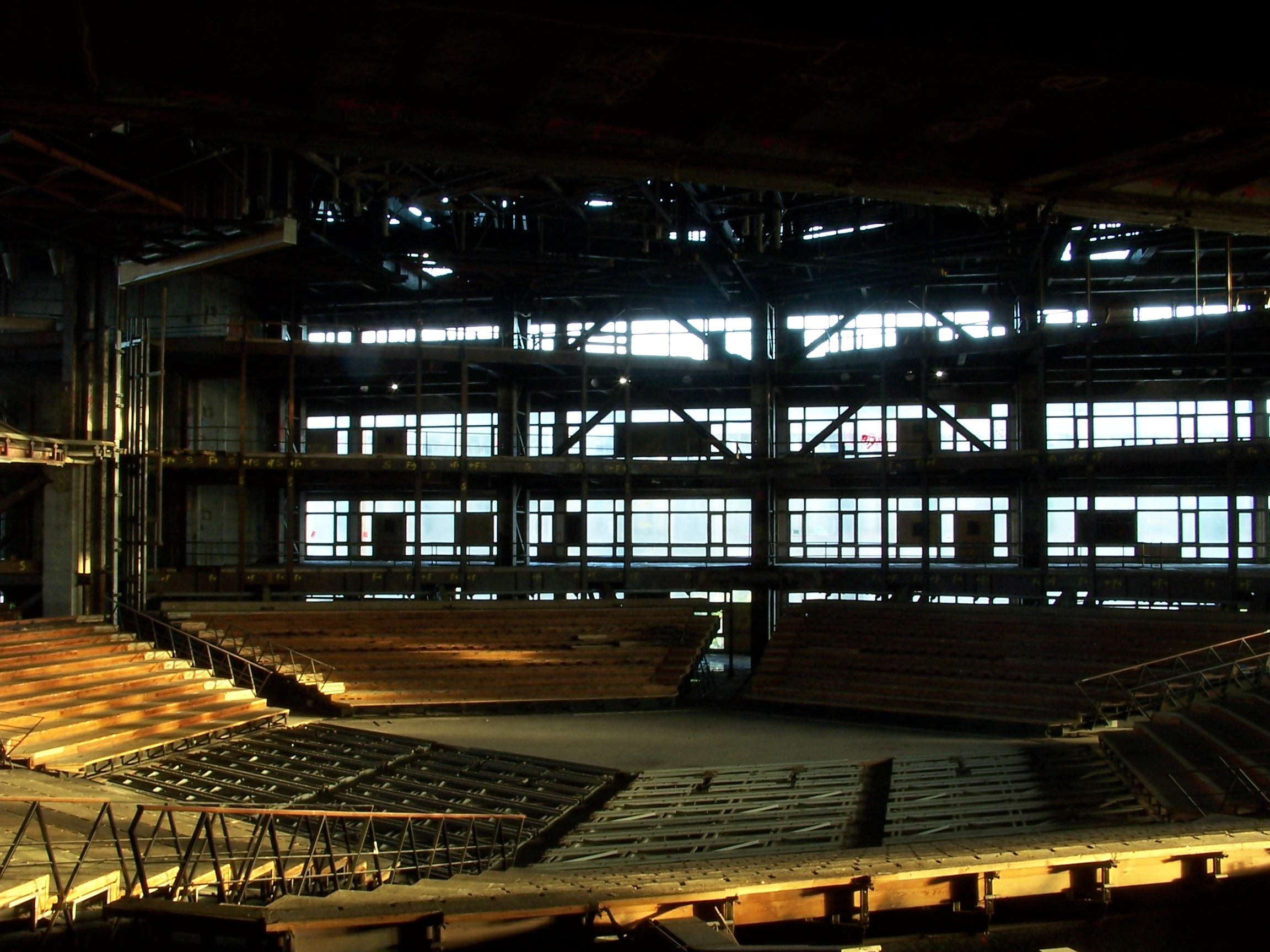
2003年，在裝潢與石棉清除後的共和國宮內部
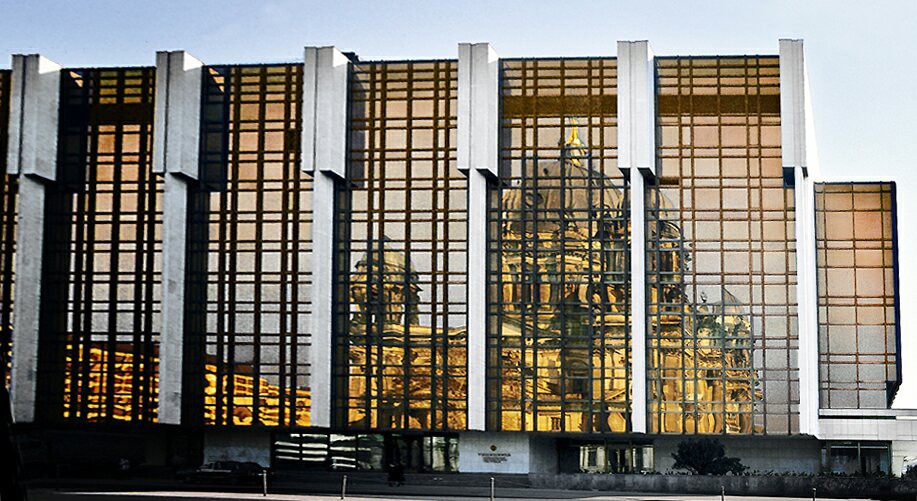
反射在共和國宮咖啡色玻璃幕牆上的柏林大教堂倒影。

## 出處
1. ↑  , Deutsche Welle, 2008-08-11  [2008-08-13], （原始内容存档于2009-05-09）

## 外部連結
- 瓦解的宮殿 （页面存档备份，存于） — 關於共和國宮拆除的紀錄片（英文）
- 從宮殿廣場看共和國宮，柏林曾經的中心（照片） （页面存档备份，存于）（德文）
- Zwischenpalastnutzung （页面存档备份，存于）（德文）
- 世界前線的紀錄片 （页面存档备份，存于）（英文）
- 共和國宮的一個網站（英文）
- 柏林可看見共和國宮的網路攝影機 （页面存档备份，存于）（德文）
- 柏林宮殿 相片集（页面存档备份，存于）（德文）